# Kladruby (powiat Tachov)
Kladruby – miasto w Czechach, w kraju pilzneńskim, w powiecie Tachov.
Według danych szacunkowych na rok 2020 liczyło 1640 mieszkańców.